# 七家湾街道
七家湾街道是中华人民共和国贵州省毕节市赫章县下辖的一个街道办事处。2019年8月8日，设置七家湾街道。辖原白果街道的金穗社区、银穗社区、大营社区、白果社区、七家湾社区、七里店社区、双山社区、大山社区、大湾子村。

## 行政区划
七家湾街道下辖以下村级行政区划单位：
七家湾社区、夜郎时代新城金穗社区、夜郎时代新城银穗社区、大营社区、白果社区、七里店社区、双山社区、大山社区、大湾子村。